# Dr. Strange Records
Dr. Strange Records is een klein onafhankelijk platenlabel uit Rancho Cucamonga, Californië, Verenigde Staten. Het was oorspronkelijk een zine dat vanaf 1988 werd uitgegeven, maar een jaar later werd het een platenlabel. Het label richt zich vooral op punkmuziek. Het label is sinds 1997 een winkel en tegenwoordig ook een webwinkel.

## Bands
Een lijst van bands die muziek bij het label hebben laten uitgeven.
| - The Bollweevils - The BillyBones - Black Market Baby - Broken Bones - Brown Lobster Tank - Channel 3 - External Menace - Face to Face - Flux Of Pink Indians - The Freeze - The Frustrators - Gameface - Government Issue | - Guttermouth - Ill Repute - Jim Threat and the Vultures - Mad Parade - Manson Youth - The Marshes - Mandingo - My Favorite Band - Narcoleptic Youth - 999 - The Partisans - Peter and the Test Tube Babies - Rhythm Collision | - Riot/Clone - Schleprock - Sinkhole - Skankin' Pickle - Symbol Six - The Skulls - The Tank - Texas Thieves - The Threats - The Voids - Voodoo Glow Skulls - Whatever - Zoinks! |